# 圆叶八宝
圆叶八宝（学名：Hylotelephium ewersii）又称圆叶景天，是景天科八宝属的植物。分布在蒙古、巴基斯坦、俄罗斯以及中国大陆的新疆等地，生长于海拔1,800米至2,500米的地区，多生于林下沟边石缝中，目前尚未由人工引种栽培。